# キシラン 1,3-β-キシロシダーゼ
キシラン 1,3-β-キシロシダーゼ(Xylan 1,3-b-xylosidase、EC 3.2.1.72)は、(1->3)-β-D-キシランの非還元末端から連続的にキシロース残基を加水分解する酵素である。系統名は、3-β-D-キシラン キシロヒドロラーゼ(3-beta-D-xylan xylohydrolase)である。